# Lüttchendorf
Lüttchendorf este o comună din landul Saxonia-Anhalt, Germania.